# Neopiciella suberis
Neopiciella suberis är en skalbaggsart som först beskrevs av Chobaut 1900.  Neopiciella suberis ingår i släktet Neopiciella och familjen långhorningar. Inga underarter finns listade i Catalogue of Life.